# Nikoła Stojanow
Nikoła Rumenow Stojanow (bułg. Никола Руменов Стоянов; ur. 1976 w Sofii) – bułgarski prawnik i menedżer, w latach 2022–2023 minister gospodarki i przemysłu.

## Życiorys
Ukończył studia prawnicze na Uniwersytecie Sofijskim im. św. Klemensa z Ochrydy, kształcił się też na Uniwersytecie Ludwika i Maksymiliana w Monachium. Zawodowo związany z sektorem prywatnym, brał udział w zakładaniu różnych przedsiębiorstw, obejmował stanowiska menedżerskie, zajmował się rozwojem startupów. Pełnił funkcje doradcy ministra gospodarki oraz zastępcy dyrektora wykonawczego agencji ds. promocji małej i średniej przedsiębiorczości. Przewodniczył radzie dyrektorów przedsiębiorstwa Wazowski maszinostroitełni zawodi.
W sierpniu 2022 został ministrem gospodarki i przemysłu w powołanym wówczas przejściowym rządzie Gyłyba Donewa. Utrzymał tę funkcję również w utworzonym w lutym 2023 drugim technicznym gabinecie tego samego premiera. Zakończył urzędowanie w czerwcu 2023.